# Loïs Szymczak
Pour les articles homonymes, voir Bouyer (homonymie).
Loïs Szymczak, né le 8 mars 1993, est un plongeur français.

## Carrière
Champion de France de plongeon, en 2013, il s'éloigne un temps du monde sportif, pour se consacrer à sa formation professionnelle, dans le secteur des beaux-arts. Il revient à la compétition pour les Jeux olympiques de Paris.

## Palmarès

### Championnats de France

#### 2013
- Champion de France

### Coupe du monde

#### 2017
- Médaille d'argent Haut-vol 10 m synchronisé à Gatineau (Canada)

#### 2016
- Médaille d'argent Haut-vol 10 m synchronisé à Gatineau (Canada)
- Médaille de bronze Haut-vol 10 m synchronisé à San Juan